# Kuchnia lesotyjska
Kuchnia lesotyjska – prosta i aromatyczna tradycyjna kuchnia Lesotyjczyków. Podstawą codziennego wyżywienia jest ugotowana mąka kukurydziana (pap-pap) i chleb (pszenny, kukurydziany lub sorgowy).
Tradycyjna kuchnia występuje na terenie całego państwa. Opiera się na lokalnie uprawianych ziarnach (kukurydzy – główna uprawa, pszenicy i sorgo), warzywach (kapuście, grochu, dyni, fasoli, manioku, pomidorach, papryce) i owocach (brzoskwiniach, pigwach, morelach) oraz mięsie pochodzącym z lokalnych gospodarstw. W kuchni lesotyjskiej zaznaczone są wpływy kuchni zachodnich i kuchni indyjskiej, np. zwyczaj picia herbaty przejęty od Brytyjczyków i obecny w większości miast.

## Ogólna charakterystyka
Większość mieszkańców Lesotho zamieszkuje obszary wiejskie i sama uprawia rośliny jadalne oraz hoduje zwierzęta domowe na pokrycie własnych potrzeb żywnościowych. Produkcja ziaren konsumpcyjnych nie pokrywa w pełni zapotrzebowania lesotyjskiej ludności i część musi zostać zakupiona za granicą z przeznaczeniem na rynek krajowy. Mieszkańcy miast mają dostęp do bardziej urozmaiconej żywności w porównaniu do mieszkańców wiosek.
Codzienna dieta przeciętnego ubogiego Lesotyjczyka jest mało urozmaicona i złożona głównie z kukurydzianej pap wzbogaconej warzywami liściastymi. Konsumpcja mięsa i nabiału ze względu na wysoką cenę jest sporadyczna. Problemem, szczególnie w rejonach miejskich, pozostaje dostępność pożywienia w przystępnej cenie. W pokryciu zapotrzebowania na żywność Lesotho pozostaje zależne od importu z Południowej Afryki. Według raportu UNICEFu w dalszym ciągu istnieje zagrożenie przewlekłym niedożywieniem i tylko 68,1% gospodarstw domowych ma właściwe zaopatrzenie w wodę pitną.
Trudna sytuacja żywnościowa Lesotho wynika m.in. z niskich zbiorów spowodowanych suszą, wysokimi cenami żywności przy jednoczesnym niskim dochodzie, oraz z niewielkiego procentu ziemi nadającej się pod uprawy.

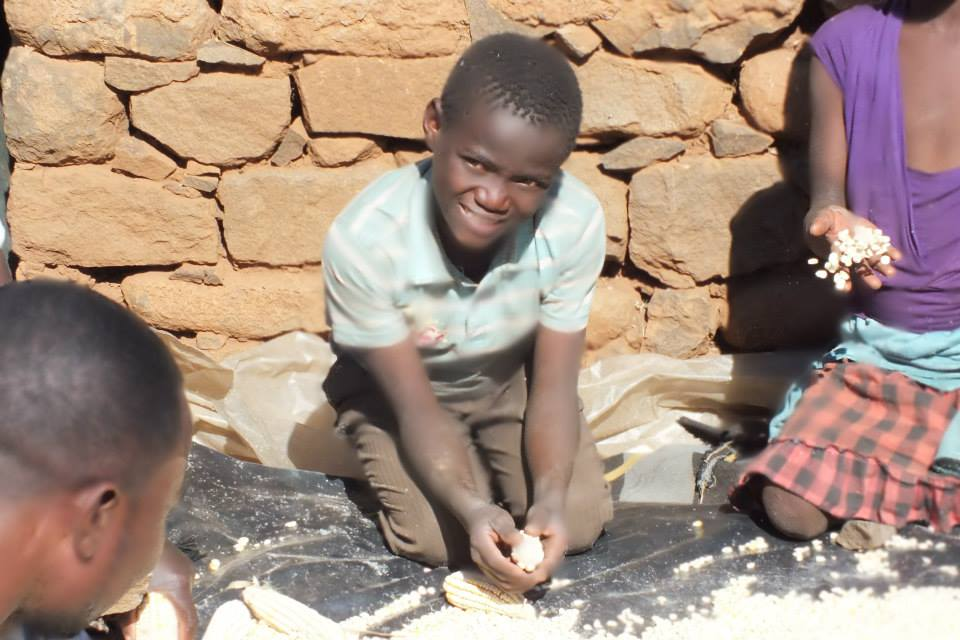
Przygotowywanie pap-pap z mąki kukurydzianej

Podstawowym składnikiem wielu dań jest pap-pap (inaczej papa) czyli ugotowana w osolonej wodzie na gęsto mąka kukurydziana miałka lub bardziej ziarnista. Dodatkiem (w niewielkich ilościach) do potraw z duszonych warzyw, serwowanych z pap, jest mięso, głównie z kurczaka lub wołowe. W tradycyjnej kuchni lesotyjskiej wykorzystuje się też tutejsze ryby rzeczne i jajka. Współcześnie dużą rolę w przygotowywaniu posiłków odgrywa ryż, który pochodzi wyłącznie z importu.
Z pszenicy robi się chleb i okrągłe, płaskie słodkie kulki z ciasta drożdżowego smażone na głębokim oleju tzw. makoenya, które są popularną lesotyjską przekąską, często sprzedawaną przez ulicznych handlarzy. Do makoenya bywa nierzadko podawana indyjska przyprawa o nazwie atchar, w skład której wchodzi m.in. mango, miód, ocet balsamiczny i przyprawy.
Tradycyjnymi napojami lesotyjskimi są: piwo o niskiej zawartości alkoholu oraz mleko w postaci zsiadłej. Na terenach miejskich dostępne są w sprzedaży zachodnie napoje bezalkoholowe, lody itp., które są regularnie konsumowane przez rodziny przynależące do klasy średniej i wyższej.

## Lesotyjski chleb
W Lesotho chleb może być robiony z pszenicy, kukurydzy lub sorgo. W procesie robienia tradycyjnego chleba wyróżnia się następujące etapy:
- przygotowanie ziarna (mycie, sortowanie, moczenie, obłuskiwanie, mielenie na sucho lub na mokro – tylko w przypadku sorgo i kukurydzy),
- mieszanie i ugniatanie ciasta,
- poddawanie fermentacji przy użyciu zakwasu chlebowego lub bardziej współcześnie za pomocą drożdży piekarniczych,
- gotowanie na parze lub pieczenie w garnku.

Wszystkie rodzaje chleba są przygotowywane z użyciem pary wodnej, a jedynie chleby pszenne mogą być też pieczone lub prażone w garnkach. Aczkolwiek w miastach chleby są obecnie robione na wzór zachodnich praktyk piekarniczych. Największą popularnością, szczególnie wśród młodych generacji, cieszy się chleb pszenny. Najmniej ceniony smakowo jest chleb z sorgo. Według tradycji sorgo jest najstarszym znanym źródłem ziarna na chleb, choć kukurydza jest również od dawna uprawiana w Lesotho. Uprawę pszenicy introdukowali dopiero misjonarze przybyli w 1833 roku. Do tego czasu Lesotyjczycy robili chleb wyłącznie z sorgo lub kukurydzy. Chleb może być też pszenno-kukurydziany lub pszenno-sorgowy.
Tradycyjnie chleb gotowano na parze w glinianym garnku zawieszonym nad ogniem, na dnie którego znajdowały się patyki, kolby kukurydzy i łodygi zboża, słoma i liście kukurydzy poprzeplatane wzajemnie tworząc rodzaj siatki, wypełnionym wodą do poziomu patyków. Uformowane z ciasta chlebki (małe, okrągłe lub w kształcie poduszeczki) układano na siateczce z patyków i traw, gdy woda wrzała, po czym garnek zakrywano i pod przykryciem gotowano na parze przez 2 do 3 godzin w zależności od wielkości chlebków. W razie potrzeby uzupełniano wodę w garnku. W przypadku pieczenia chleba pszennego używano płaskiego żelaznego garnka o trzech nóżkach umieszczonego w palenisku, posypując rozżarzonymi węglami po górnej przykrywce.
Gotowy, ostygły chleb jest krojony przez gospodynię na grube kawałki i podawany razem z fasolą, grochem, mlekiem, warzywami lub gotowanym kurczakiem czy innym mięsem. Współcześnie chleb jest spożywany także z herbatą. Posiłek je się palcami. Dzieci jedzą wspólnie. Chleb jest jadany nie tylko na co dzień, ale także na specjalne okazje oraz stanowi dogodny prowiant na podróż. Chleb jest konsumowany w dużych ilościach. Smarowanie chleba masłem jest rzadkie ze względu na niekorzystną sytuację ekonomiczną i ma miejsce w nielicznych bogatych rodzinach zamieszkałych w miastach. Chleb może być smarowany dżemem brzoskwiniowym domowej roboty. Coraz częściej zarówno ludność miejska jak i wiejska zaopatruje się w chleb w sklepie. Tradycja i umiejętność robienia tradycyjnego chleba przekazywana z pokolenia na pokolenie wśród lesotyjskich kobiet zanika u młodych generacji.

## Zwyczaje żywieniowe
Tradycyjnie Lesotyjczycy jedzą, gdy są głodni, niezależnie od pory dnia. Tym niemniej, szczególnie na terenach zurbanizowanych, przyjął się zwyczaj spożywania trzech posiłków dziennie.
Śniadanie jest obecnie spożywane przez większość osób. Najczęściej na śniadanie jest jedzona ugotowana na miękko „owsianka” z sorgo lub chleb z margaryną popijany kawą albo herbatą. Znacznie rzadziej na śniadanie spożywa się ugotowaną „na twardo” mąkę kukurydzianą (papa) z ugotowanymi zielonymi warzywami liściastymi (moroho) czy chleb z mlekiem.
Natomiast na lunch najchętniej spożywana jest właśnie papa z moroho. Innymi dość popularnymi kombinacjami lunchowymi są:
- chleb/papa/ugotowane zmiażdżone ziarna kukurydzy z fasolką, grochem;
- papa z mlekiem;
- papa z jajkami (zielonymi warzywami liściastymi lub pomidorem).

Ugotowana „na twardo” mąka kukurydziana podawana razem z ugotowanymi zielonymi warzywami liściastymi jest też najczęściej jedzonym daniem na kolację. Te same dania, które spożywane są często na lunch, są równie często spożywane na kolację.
Do najchętniej spożywanych w ciągu dnia przekąsek należą:
- Simba chips,
- owoce,
- słodycze, ciasteczka, herbatniki i ciastka,
- orzeszki ziemne.

Według sondażu ulubionym daniem Lesotyjek jest papa z mięsem kurczaka. Podczas gdy wieprzowina okazała się najbardziej nielubianym artykułem spożywczym.